# Tiko's Groove
Alex Sandro Gimenes (Sertãozinho, 18 de maio de 1977), mais conhecido pelo seu nome artístico Tiko's Groove, é um DJ e produtor brasileiro, vencedor do prêmio DJ Sound Awards 2010 na categoria "Revelação Produtor Música Eletrônica". Famoso pelo single "I Don't Know What To Do". É considerado o segundo maior DJ do Brasil. Também possui um programa na rádio Energia 97 chamado "Clubtronic".

## Carreira
Tiko's Groove é conhecido na cena eletrônica brasileira e também um nome presente no exterior. Começou a sua carreira como DJ no início dos anos 90, antes Tiko's havia trabalhado em 18 lojas de discos em Sertãozinho, com isso teve um grande conhecimento na música. Várias canções e remixes de Groove, estão em CDs de selos importantes. Em 2006, iniciou o sucesso internacional quando lançou o EP Everybody Jumping pela gravadora Juicy Music dos Estados Unidos. Em 2008, mixou o CD Ministry of Sound Brasil 2008, quando começou a fazer parte da gravadora Building Records e consolidou sua carreira como produtor. Logo em seguida, participou de grandes compilações internacionais e, em 2009, lançou o seu primeiro hit de sucesso "Para Sambar", com o cantor Mendonça do Rio, que foi licenciado em mais de 40 países, além de vários remixes bem sucedidos. No final de 2010, lançou o single "I Don't Know What To Do" com o cantor russo Gosha, que além de estar na trilha sonora da novela da Rede Globo, Insensato Coração, se tornou um grande sucesso nas rádios brasileiras. Recentemente, lançou mais uma música com o cantor Gosha, cujo nome é "I Can't Get Nothing". Em 2012, foi lançado a música "Sim Amiga! (I'll Be There!)" também com participação de Gosha.

## Discografia

### Singles
| Ano  | Single                        | Posições    | Posições       | Posições  | Posições      | Álbum                              |
| Ano  | Single                        | BRA Hot 100 | BRA Hit Parade | BRA Bill. | BRA Bill. Pop | Álbum                              |
| ---- | ----------------------------- | ----------- | -------------- | --------- | ------------- | ---------------------------------- |
| 2008 | "Para Sambar"                 | -           | -              | -         | -             | Sem álbum                          |
| 2008 | "Me Faz Amar"                 | -           | -              | -         | -             | Sem álbum                          |
| 2010 | "I Don't Know What To Do"     | 27          | 8              | 40        | 12            | Trilha sonora de Insensato Coração |
| 2011 | "I Can't Get Nothing"         | 89          | -              | -         | -             | Sem álbum                          |
| 2012 | "Sim Amiga! (I'll Be There!)" | -           | -              | -         | -             | Sem álbum                          |

## Prêmios
| Ano  | Premiação       | Categoria                             | Trabalho indicado   | Resultado |
| ---- | --------------- | ------------------------------------- | ------------------- | --------- |
| 2010 | DJ Sound Awards | Revelação na Produção Nacional        | Ele mesmo           | Venceu    |
| 2010 | DJ Sound Awards | Mixing Clubs                          | Ele mesmo           | Venceu    |
| 2011 | DJ Sound Awards | Destaque – Single – Produção Nacional | I Can't Get Nothing | Venceu    |